# Arthur von Brietzke
Friedrich Moritz Arthur von Brietzke (* 30. April 1848 in Kemnitz; † 22. Februar 1930) war ein preußischer General der Infanterie.

## Leben
Arthur war ein Sohn des preußischen Hauptmanns und Herr auf Kemnitz Hans Friedrich Moritz von Britzke (1809–1869) und dessen Ehefrau Emilie, geborene Busch (1817–1853).
Militärkarriere

Brietzke trat am 3. Januar 1866 in das Garde-Jäger-Bataillon der Preußischen Armee ein und nahm im selben Jahr am Krieg gegen Österreich teil. Am 30. Juli 1866 wurde er zum Fähnrich und am 16. August zum Sekondeleutnant befördert. Er nahm in den Jahren 1870/71 am Krieg gegen Frankreich teil. Im weiteren Verlauf seiner Militärkarriere war Brietzke unter anderem vom 13. Mai 1895 bis 24. November 1898 Kommandeur des Braunschweigischen Infanterie-Regiments Nr. 92 sowie anschließend der 54. und 51. Infanterie-Brigade. Vom 18. Dezember 1901 bis 17. April 1903 kommandierte er als Generalleutnant die 2. Division in Insterburg und wurde anschließend zur Disposition gestellt.
Während des Ersten Weltkriegs verwendete man Brietzke zunächst als Generalleutnant, später als General der Infanterie z. D. wieder. Er befehligte vom 14. Dezember 1915 bis 22. April 1917 an der Ostfront die 4. Landwehr-Division und war anschließend bis März 1919 Kommandierender General des Landwehrkorps. Für seine Leistungen hatte er im Mai 1918 den Roten Adlerorden I. Klasse mit Eichenlaub und Schwertern erhalten.
Brietzke setzte sich in der Nachkriegszeit für die Schaffung eines Denkmals für das Landwehrkorps ein, das nach den Entwürfen von Hans Dammann verwirklicht und in Breslau 1929/30 vor dem Generalkommando errichtet wurde.
Arthur von Brietzke blieb undvermählt und lebte lange in Chralottenburg bei Berlin. Zu seinem engeren verwandschaftlichen Umfeld gehörten der eingeheiratete Gutsbesitzer Otto von Wollank und als Neffe der Sohn seiner Schwester der Offizier Etienne Perrinet von Thauvenay.